# Johannes Stadius

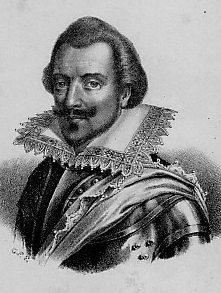
Johannes Stadius

Johannes Stadius (Loennouthesius) (Nederlands: Jan Van Ostaeyen, Frans: Jean Stade; Loenhout, 1 mei 1527 - Parijs, 17 juni 1579) was een Zuid-Nederlands astronoom, astroloog en wiskundige. In 1935 werd de maankrater Stadius naar hem vernoemd.

## Biografie
Johannes Stadius werd geboren in Loenhout (een deelgemeente van Wuustwezel, in de provincie Antwerpen). Hij bracht zijn jeugd door in het Schaliënhuis, een van de oudste huizen in de Oud-Dorpsstraat van Loenhout (thans taverne en restaurant). Vanwege zijn afkomst uit Loenhout wordt Loennouthesius soms aan zijn Latijnse naam toegevoegd.
Hij studeerde eerst Latijn in Brecht, een buurgemeente van Loenhout. Stadius studeerde wiskunde, aardrijkskunde en geschiedenis aan de Universiteit van Leuven, waar hij studeerde bij Gemma Frisius. Na zijn studies in Leuven werd hij professor (hoogleraar) in de wiskunde. In 1554 ging hij naar Turijn, waar hij genoot van het patronaat van de machtige hertog van Savoye.
Stadius werkte ook in Parijs, Keulen en Brussel. In Parijs maakte hij astrologische voorspellingen voor het Franse hof. In zijn Tabulae Bergenses (1560),  noemt hij zichzelf zowel koninklijk wiskundige (van Filips II van Spanje) en wiskundige van de hertog van Savoye.
Johannes Stadius stierf in Parijs en werd daar begraven. Op zijn grafschrift staat dat hij stierf op 17 juni 1579 en dat hij 52 jaar oud was en bijna 2 maanden. Het is daarom dat de vermoedelijke geboortedatum van Stadius 1 mei 1527 is.